# Bécancour (paroisse)
Pour les articles homonymes, voir Bécancour (homonymie).
Bécancour est une ancienne municipalité de paroisse du Québec, située dans le comté de Nicolet dans la province de Québec au Canada. Elle a existé de 1845 à 1847, puis de 1855 à 1965, et son territoire est aujourd'hui inclus dans le secteur Bécancour de la ville de Bécancour.

## Histoire
En 1637 un premier fief, le fief Dutort, est concédé à Michel Le Neuf, et est situé là où se trouve actuellement le village de Bécancour. En 1650, Le Neuf lègue le fief à son neveu Michel Godefroy de Linctôt, sieur de Dutort, sous l'autorité duquel sont concédées en 1672 les premières terres.
En 1647, deux nouveaux fiefs, voisins du premier, sont concédés : le fief de Cournoyer et le fief de la « Rivière Puante », ce dernier à Pierre Legardeur de Repentigny, figure importante dans la colonie. Puis en 1684, Pierre Robineau de Bécancour, autre notable de la Nouvelle-France, acquiert le fief de la Rivière Puante. Ce fief deviendra la seigneurie de Bécancour. On y trouve également depuis 1699 une mission pour les Abénakis desservie par les Jésuites, ainsi qu'une première église ou chapelle.
En 1716, une paroisse appelée La Nativité-de-la-Sainte-Vierge et de Saint-Pierre est fondée,. Une église en bois est construite vers 1735 sur le territoire de la communauté abénakise et dessert également les habitants de la paroisse. Ceux-ci entreprennent la construction d’une troisième église en pierre et d’un presbytère en bois vers 1748, à l'emplacement de l'église actuelle de Bécancour. Puis, en 1886, on commence la construction d'une nouvelle église inaugurée en 1892. Celle-ci sera incendiée en décembre 2000.
Le territoire de la paroisse constitua une municipalité lors de la première création des municipalités locales en 1845 jusqu'à leur dissolution en 1847, puis de nouveau en 1855. En 1909, le cœur du village devint la municipalité de village de Bécancour,.
Le 17 octobre 1965, la municipalité de paroisse a été fusionnée avec d'autres municipalités pour former la ville de Bécancour qui résultait ainsi de la fusion des villages de Bécancour, de Gentilly, de Larochelle, de Laval et de Villers ainsi que des municipalités de paroisse de Bécancour, de Sainte-Angèle-de-Laval, de Saint-Édouard-de-Gentilly, de Sainte-Gertrude, de Saint-Grégoire-le-Grand et de Très-Précieux-Sang-de-Notre-Seigneur.

## Référence
1. 1 2 3  Aperçu historique de Bécancour, 1995, sur Patrimoine Bécancour.
2. ↑  La Nativité-de-Notre-Dame-de-Bécancourt, dans Hormisdas Magnan, Dictionnaire historique et géographique des paroisses, missions et municipalités de la province de Québec, Arthabaska, L'imprimerie d'Arthabaska inc, 1925, 738 p. (lire en ligne)
3. ↑  Elle sera aussi connue sous les noms de La Nativité-de-la-Bienheureuse-Vierge-Marie et de La Nativité-de-Notre-Dame-de-Bécancourt.
4. ↑  Bécancour (municipalité de ville), sur Mémoire du Québec.
5. ↑  [PDF] Graphique de l'évolution des municipalités du comté de Nicolet, sur Maires du Québec.
6. ↑  Bécancour (paroisse), sur Maires du Québec.
7. ↑  Gouvernement du Québec, « Modification aux municipalités du Québec », Historique des modifications aux municipalités du Québec : Période 1961-1990,‎ 1er septembre 2006, p. 139 (ISSN 1715-6408, lire en ligne)